# Magali Batonová
Magali Baton (* 13. března 1971 Saint-Chamond, Francie) je bývalá reprezentantka Francie v judu.

## Sportovní kariéra
Ve francouzské reprezentaci nahradila po olympijských hrách v Barceloně v roce 1992 Arnaudovou. Na rozdíl od ní se jí však nikdy nepodařilo stát se členkou absolutní světové špičky. V roce 1996 si vybojovala nominaci na olympijské hry v Atlantě, ale doplatila na náročný los a medaili nezískala. V roce 2000 vyhrála hned v úvodu prestižní pařížský turnaj, ale o účast na olympijských hrách v Sydney jí nakonec připravila ambiciózní Barbara Harelová.

## Výsledky
| Turnaj             | 1994       | 1995       | 1996       | 1997       | 1998       | 1999       | 2000       | 2001       |
| Turnaj             | 23         | 24         | 25         | 26         | 27         | 28         | 29         | 30         |
| Turnaj             | lehká váha | lehká váha | lehká váha | lehká váha | lehká váha | lehká váha | lehká váha | lehká váha |
| ------------------ | ---------- | ---------- | ---------- | ---------- | ---------- | ---------- | ---------- | ---------- |
| Olympijské hry     |            |            | úč.        |            |            |            | —          |            |
| Mistrovství světa  |            | —          |            | 3          |            | 7.         |            | úč.        |
| Mistrovství Evropy | 3.         | —          | 3.         | 3.         | 3.         | 2.         | —          | —          |